# Hay Islands
Hay Islands är öar i Kanada.   De ligger i territoriet Nunavut, i den norra delen av landet, 3 400 km nordväst om huvudstaden Ottawa.